# 1872 a tudományban
Az 1872. év a tudományban és a technikában.

## Események
- június 13. – útjára indul az osztrák–magyar északi-sarki expedíció
- november 10. – ünnepi üléssel megkezdi működését az újonnan alapított kolozsvári egyetem

## Születések
- május 18. – Bertrand Russell angol matematikus, logikus, filozófus és szociológus, Nobel-díjas közéleti személyiség († 1970)
- május 31. – Charles Greeley Abbot amerikai asztrofizikus, napkutató († 1972)
- június 13. – Jan Szczepanik lengyel feltaláló, több mint 50 találmány és több száz szabadalom kötődik a nevéhez († 1926)
- július 1. – Louis Blériot francia mérnök, konstruktőr, pilóta, a repülés egyik úttörője († 1936)
- július 16. – Roald Amundsen norvég felfedező, a sarkvidékek legeredményesebb felfedező utazója († 1928)
- szeptember 23. – Richter Gedeon, a modern hazai gyógyszeripar megteremtője († 1944)[1]

## Halálozások
- április 1. Martin Ohm német matematikus (* 1792)
- április 2. – Samuel Morse amerikai feltaláló (* 1791)
- május 6. – George Robert Gray angol zoológus, John Edward Gray testvére (* 1808)
- augusztus 5. – Charles-Eugène Delaunay francia matematikus és csillagász (* 1816)
- szeptember 3. – Anders Sandøe Ørsted dán botanikus, zoológus (* 1816)
- december 24. – William John Macquorn Rankine skót mérnök, fizikus (* 1820)